# Ipiaú
Ipiaú is een gemeente in de Braziliaanse deelstaat Bahia. De gemeente telt 43.723 inwoners (schatting 2009).

## Aangrenzende gemeenten
De gemeente grenst aan Aiquara, Barra do Rocha, Ibirataia, Itagibá, Jequié en Jitaúna.